# Garai Imre
Garai Imre (Budapest, Erzsébetváros, 1905. május 24. – Budapest, 1969. szeptember 29.) magyar zeneszerző, dalszövegíró. IPI névazonosító 00011263045

## Élete
Garai Nándor Efraim (1864–1935) ügynök és Kranz Dorottya (1876–1954) ikerfiaként született. Középiskolai tanulmányait Budapesten végezte, majd hegedülni tanult. Gyermekkorától kezdve birkózott, a Budapesti Atlétikai Klub sportegyesületben. 1923 januárjában megnyerte Magyarország ifjúsági birkózó bajnokságát nehézsúlyban. Ugyanezen év augusztusában Párizsban folytatta sportolói karrierjét és a Sporthírlap számára is küldött tudósításokat. Egy évvel később a francia fővárosban állhatott fel a dobogó legfelső fokára. Részt vett az 1924. évi nyári olimpiai játékokon, de nem ért el helyezést. Az olimpia után nem kapott támogatást, ezért ikertestvére hívására visszautazott Párizsba, ahol fizikai munkákból élt: dolgozott cirkuszban, matrózként, étteremben. Végül élettársa bíztatására zenei tanulmányokba kezdett, majd néhány dala sláger lett párizsi zeneműkiadók jóvoltából. Az évtized második felétől ismét Magyarországon élt és dalszerzéssel foglalkozott, de évekig nem futott be, ezért francia levezőként, újságíróként és apja fuvaros vállalkozásában dolgozott. 
Megismerkedett Harmath Imrével, aki szöveget írt a Hallod-e, hallod-e körösi lány című, még Párizsban írt dalához, majd a Maga csúnya című dallal érte el teljes ismertséget a Városligeti Színházban. 1930-ban mutatták be az Óbudai Kisfaludy Színházban a Kardos Andorral közösen írt revüoperettjét, a Nincs többé szegény lányt. A következő év májusában került színpadra a Ternay István és Ménessy Tibor szövegírókkal közösen jegyzett háromfelvonásos operettje, a Hajrá Hollywood. A második világháború alatt munkaszolgálatos volt. A felszabadulást követően folytatta zenei karrierjét. 1947 nyarán a Royal Varietében mutatták be Kolozsvári Andor szövegével a Kétszínű szerelem című operettet, melyhez Garai komponált zenét. A főszerepet Déry Sári alakította. Több mint ötszáz dal köthető a nevéhez.
Első házastársa Steiner Erzsébet volt, akivel 1930. május 11-én Budapesten kötött házasságot. Három évvel később elváltak. Második felesége Weiner Ilona (1916–1990) volt, 1943-tól haláláig. Lánya Reskó Lajosné (1946–1999).
A Kozma utcai izraelita temetőben nyugszik (1E-2-12). Temetésén Fisch Henrik főrabbi mondott búcsúztatót, a kántori teendőket Kovács Sándor főkántor látta el.

## Művei

### Operettjei
- Nincs többé szegény lány (bemutató: Óbudai Kisfaludy Színház, 1930)
- Hajrá Hollywood (bemutató: Király Színház, 1931)
- Kétszínű szerelem (bemutató: Royal Varieté Színház, 1947)

### Dalai
- Nem szabad a szerelemmel játszani
- Ha már tavasz van, legyen tavasz
- Tarka lepkém
- Jaj, de ravasz a tavasz
- Évike az állatkertben (Apu, hod megy be...)
- Jázminvirág
- Seherázádé
- Gyia ló
- Ne sírjon értem, Rózsikám T-007.100.583-8
- A csongorádi kisbíró"" T-007.096.201-4

### Könyve
- Sláger. Egy táncdalszerző vallomásai (visszaemlékezések, Budapest, 1966)